# Патара-Меджврисхеви
Патара-Меджврисхеви (груз. პატარა მეჯვრისხევი) — село в Грузии, на территории Горийского муниципалитета края (мхаре) Шида-Картли.

## География
Село находится в центральной части Грузии, на левом берегу реки Меджуды, на расстоянии приблизительно 16 километров (по прямой) к северо-востоку от города Гори, административного центра муниципалитета. Абсолютная высота — 822 метра над уровнем моря.

## Население
По результатам официальной переписи населения 2014 года в Патара-Меджврисхеви проживало 386 человек (193 мужчины и 193 женщины). В национальной структуре населения грузины составляли 99,7 %, русские — 0,3 %.
| Год  | Население, человек |
| ---- | ------------------ |
| 2002 | 675                |
| 2014 | ↘ 386              |